# S/y Janosik
Janosik – drewniany, jednomasztowy jacht regatowo-turystyczny. Zaginął, wraz z całą siedmioosobową załogą, we wrześniu 1975 roku na wodach cieśniny Skagerrak.

## Charakterystyka
Janosik został zbudowany w Morskiej Stoczni Jachtowej im. Leonida Teligi w Szczecinie. Był trzecią jednostką z liczącej ponad 40 sztuk serii jachtów regatowych typu Taurus. Projektantem głównym był Czesław Gogołkiewicz – konstruktor i żeglarz jachtowy.
Janosik był lekkim jachtem regatowym, przystosowanym także do prowadzenia szkoleń regatowych i uprawiania turystyki morskiej. Drewniany kadłub posiadał konstrukcję skorupową, składającą się z pięciu warstw obłogów mahoniowych. Jacht zaopatrzony był w stalowy maszt o wysokości 13 m i średnicy zewnętrznej 102 mm. Jednostka posiadała płetwę balastową wypełnioną ołowiem o masie 1300 kg.

## Eksploatacja i ostatni rejs
Jacht w latach 1972–1975 brał udział w 60 rejsach, podczas których pokonał ponad 15 000 (18 000) mil morskich.
W ostatni rejs jacht wyruszył 6 września 1975 roku o godz. 23.30 z Gdyni. Planowana była następująca trasa: Gdynia – Kragerö – Oslo – Aarhus – Kopenhaga – Dalar – Sztokholm – Visby – Gdynia. Załogę stanowiło 7 osób, którym przewodził jachtowy kapitan żeglugi bałtyckiej (przepłynął on łącznie na jachtach 22 837 Mm, z tego na stanowisku kapitana 2912 Mm). Osoby te to: Bogdan Polakiewicz - kapitan, Krzysztof Fuks, Alfred Leśniak, Małgorzata Modzelewska, Włodzimierz Pstrągowski, Ewa Wiercińska, Ryszard Wonka.
Planowano, że jacht powróci do Gdyni ok. 4 października – nie później niż 10 października 1975 roku.
Zgodnie z planem jacht zawinął do Kvagerö i Oslo, skąd wypłynął 15 września o godz. 18:15. Po raz ostatni zauważono go następnego dnia na kursie do cieśniny Skagerrak, około 20 Mm na południe od wysepki Hvasser. Panowały wówczas w tym rejonie trudne warunki pogodowe (wysoka fala, wiatr o sile 9 stopni w skali Beauforta).
13 października 1975 roku rozpoczęto poszukiwania jachtu. Początkowo wzięły w nich udział służby z Polski, Danii i Szwecji. Później do akcji przyłączyły się także inne kraje: Norwegia, RFN, Holandia, Wielka Brytania, Szwecja, Finlandia, NRD i ZSRR.
Pomimo intensywnych poszukiwań przez długi czas nie natrafiono na żaden ślad jachtu, ani jego załogi. Dopiero w kwietniu 1977 roku (półtora roku po zaginięciu), norweski statek rybacki wyłowił podczas trałowania koło ratunkowe, które później zidentyfikowano jako bezsprzecznie pochodzące z zaginionego polskiego jachtu.
28 listopada 1980 roku Izba Morska w Gdyni po przeprowadzonym postępowaniu orzekła, iż „przyczyny zatonięcia jachtu nie zdołano ustalić”.